# Kop in het zand
Kop in het zand is een lied van de Nederlandse zanger Nielson. Het werd in 2014 als single uitgebracht en stond in hetzelfde jaar als tweede track op het album Zo van aah yeah.

## Achtergrond
Kop in het zand is geschreven door Lodewijk Martens, Niels Littooij, Barend de Ronden en Don Zwaaneveld en geproduceerd door Martens. Het nummer valt onder het genre nederpop. In het lied zingt de artiest over zijn poging om de problemen in de wereld te negeren en te genieten van de leuke dingen. Het verschilt van eerdere nummers van de zanger omdat het meer energie heeft.

## Hitnoteringen
Het lied behaalde succes in de Nederlandse hitlijsten. Het bereikte de 36e positie in de Nederlandse Top 40 en stond drie weken in deze hitlijst. Daarnaast bereikte het nummer de zeventigste positie in de Single Top 100 en stond het vier weken in die lijst.